# Моздок (Курська область)
Моздок (рос. Моздок) — хутір в Медвенському районі Курської області Російської Федерації.
Населення становить 25 осіб. Входить до складу муніципального утворення Китаївська сільрада.

## Історія
Населений пункт розташований на території українського етнічного та культурного краю Східна Слобожанщина.
Від 2004 року входить до складу муніципального утворення Китаївська сільрада.

## Населення
| 2002 | 2010 |
| ---- | ---- |
| 20   | ↗25  |